# ناصر عسيري
ناصر عامر عسيري لاعب كرة قدم سعودي، يلعب كظهير أيسر. ويلعب حالياً مع نادي مضر السعودي.

## مسيرة اللاعب
بدأ اللاعب في الفئات السنية في نادي الفيصلي و تم اختياره لمعسكر الفريق في موسم 2019 و تم الاستغناء عنه بعد المعسكر و لعب بعدها مع نادي التقدم ونادي السد ونادي الريان ونادي الجندل ونادي مضر.